# Música da África do Sul
A música da África do Sul inclui tanto a forma popular (Jive) como a folclórica. Os estilos Pop são baseados em duas fontes importantes, Zulu Isicathamiya, cantando, e harmônica Mbaqanga.
Existe uma grande diversidade na música da África do Sul. Muitos músicos negros que cantavam em afrikaans ou inglês durante o apartheid passaram a cantar em línguas africanas tradicionais, e desenvolveram um estilo único chamado gore rock'n roll. Digna de nota é Brenda Fassie, que alcançou fama graças à sua canção "Weekend Special", cantada em inglês. Músicos tradicionais famosos são os Ladysmith Black Mambazo, e o Quarteto de Cordas do Soweto executa música clássica com sabor africano. Os cantores sul-africanos brancos e mestiços tendem a evitar temas musicais tradicionais africanos, preferindo estilos mais europeus, como por exemplo a banda de rock alternativo The Parlotones que se apresentou na abertura da Copa do Mundo FIFA de 2010. Existe um bom mercado para música afrikaans, que cobre todos os géneros da música ocidental.